# Гортон (тауншип, Миннесота)
Гортон (англ. Gorton) — тауншип в округе Грант, Миннесота, США. На 2000 год его население составило 64 человека.

## География
По данным Бюро переписи населения США площадь тауншипа составляет 89,7 км², из которых 89,7 км² занимает суша, водоёмов нет.

## Демография
По данным переписи населения 2000 года здесь находились 64 человека, 27 домохозяйств и 20 семей. Плотность населения —  0,7 чел./км². На территории тауншипа расположено 33 постройки со средней плотностью 0,4 построек на один квадратный километр. Расовый состав населения: 98,44 % белых и 1,56 % азиатов. Испанцы или латиноамериканцы любой расы составляли 1,56 % от популяции тауншипа.
Из 27 домохозяйств в 25,9 % воспитывались дети до 18 лет, в 66,7 % проживали супружеские пары, в 7,4 % проживали незамужние женщины и в 25,9 % домохозяйств проживали несемейные люди. 22,2 % домохозяйств состояли из одного человека, при том 11,1 % из — одиноких пожилых людей старше 65 лет. Средний размер домохозяйства — 2,37, а семьи — 2,80 человека.
23,4 % населения — младше 18 лет, 6,3 % — в возрасте от 18 до 24 лет, 23,4 % — от 25 до 44, 32,8 % — от 45 до 64, и 14,1 % — старше 65 лет. Средний возраст — 44 года. На каждые 100 женщин приходилось 93,9 мужчин. На каждые 100 женщин старше 18 приходилось 113,0 мужчин.
Средний годовой доход домохозяйства составлял 43 000 долларов, а средний годовой доход семьи —  43 000 долларов. Средний доход мужчин —  17 083  доллара, в то время как у женщин — 26 250. Доход на душу населения составил 19 357 долларов. За чертой бедности находились 12,5 % семей и 19,0 % всего населения тауншипа, из которых 50,0 % младше 18 и 21,4 % старше 65 лет.